# Blues Brothers 2000
Blues Brothers 2000 is een Amerikaanse film uit 1998 van John Landis, en een vervolg op The Blues Brothers. Dan Aykroyd en John Goodman spelen de hoofdrollen. John Belushi, die samen met Aykroyd met hun Blues Brothers-act faam had gemaakt, was in 1982 overleden. Vrijwel alle bluesartiesten die in het eerste deel voor het voetlicht kwamen, zijn ook weer in deze film te zien, in dezelfde rol.

## Verhaal
Elwood Blues brengt na zijn ontslag uit de gevangenis een bezoek aan de weeshuiszuster die hem heeft opgevoed. Ze maakt hem mentor van een jonge wees Buster Blues. Wanneer een van zijn oude vrienden van de band zijn café verliest, gaat Elwood met de barkeeper Mighty Mack McTeer op een nieuwe "missie van God", om de leden van de Blues Brothers Band terug te vinden en de band weer bij elkaar te brengen. De heren krijgen het voor elkaar om tijdens hun zoektocht zowel de politie, de russische maffia als een bende Zuid-Amerikaanse rednecks tegen zich in het harnas te jagen. Ze slagen er echter ook in om alle nog levende leden van de band weer bij elkaar te harken.

## Rolverdeling
| Acteur           | Personage               |
| ---------------- | ----------------------- |
| Dan Aykroyd      | Elwood J. Blues         |
| John Goodman     | Mighty Mack McTeer      |
| Joe Morton       | Cabel Chamberlain       |
| J. Evan Bonifant | Buster                  |
| Nia Peeples      | Lieutenant Elizondo     |
| Darrell Hammond  | Mr Robertson            |
| James Brown      | Reverend Cleophus James |
| Aretha Franklin  | Mrs. Murphy             |
| B.B. King        | Malvern Gasperon        |
| Dr. John         |                         |
| Erykah Badu      |                         |
| Bo Diddley       |                         |
| Paul Shaffer     |                         |
| Isaac Hayes      |                         |
| Eric Clapton     |                         |
| Travis Tritt     |                         |
| Steve Winwood    |                         |
| Wilson Pickett   |                         |